# Blautia faecis
Blautia faecis es una especie de  bacteria grampositiva del género Blautia. Fue descrita en el año 2013. Su etimología hace referencia a heces. Es anaerobia estricta e inmóvil. Tiene un tamaño de 0,5-0,8 μm de ancho por 1,0-2,3 μm de largo. Forma colonias circulares, de color gris pálido. Catalasa y oxidasa negativas. Se ha aislado de heces humanas y del intestino. Se ha observado que es una bacteria beneficiosa en el intestino de ratones.